# Campionato europeo di Formula 2 1970
La stagione 1970 del Campionato europeo di Formula 2 fu disputata su 8 gare. La serie venne vinta dal pilota svizzero Clay Regazzoni su Tecno-Ford Cosworth.

## La pre-stagione

### Calendario
| Gara | Nome                                      | Circuito                          | Giri  | Lunghezza           | Data         | Note                                                                      |
| ---- | ----------------------------------------- | --------------------------------- | ----- | ------------------- | ------------ | ------------------------------------------------------------------------- |
| 1    | BARC 200                                  | Circuito di Thruxton              | 20+46 | 66x3.791=250,206 km | 30 marzo     | Gara disputata su due manches di semifinale da 20 giri più manche finale. |
| 2    | Deutschland Trophäe                       | Hockenheimring                    | 20+20 | 40x6.769=270,76 km  | 14 aprile    | Gara disputata su due manches di 20 giri ciascuna.                        |
| 3    | Gran Premio di Barcellona                 | Circuito del Montjuïc, Barcellona | 45    | 45x3.790=170,55 km  | 26 aprile    |                                                                           |
| 4    | Gran Premio di Rouen                      | Circuito di Rouen-Les Essarts     | 15+25 | 40x6.542=261,68 km  | 28 giugno    | Gara disputata su due manches di semifinale da 15 giri più manche finale. |
| 5    | Gran Premio del Mediterraneo              | Autodromo di Pergusa              | 31+31 | 62x4.845=300,39 km  | 23 agosto    | Gara disputata su due manches da 31 giri ciascuna.                        |
| 6    | Flugplatzrennen Tulln-Langenlebarn        | Circuito di Tulln                 | 35+35 | 70x2.700=189 km     | 13 settembre | Gara disputata su due manches da 35 giri ciascuna.                        |
| 7    | Gran Premio Città di Imola                | Autodromo di Imola                | 28+28 | 56x5.018=281,008 km | 27 settembre | Gara disputata su due manches da 28 giri ciascuna.                        |
| 8    | Gran Premio del Baden-Württemberg e Assia | Hockenheim                        | 35    | 35x6.789=237,615 km | 10 ottobre   |                                                                           |

## Risultati e classifiche

### Risultati
| Gara | Circuito           | Tempo                 | Velocità                  | Pole position   | GPV             | Vincitore                  | Vettura                                   |
| ---- | ------------------ | --------------------- | ------------------------- | --------------- | --------------- | -------------------------- | ----------------------------------------- |
| 1    | Thruxton           | 0'57:41.0 a 1 giro    | 181,390 km/h -            | Jackie Stewart  | Jochen Rindt    | Jochen Rindt Derek Bell    | Lotus-Ford Cosworth Brabham-Ford Cosworth |
| 2    | Hockenheim         | 1'22:01.3             | 198,065 km/h              | Jochen Rindt    | Dieter Quester  | Clay Regazzoni             | Tecno-Ford Cosworth                       |
| 3    | Montjuïc           | 1'08:07.6             | 150,205 km/h              | Henri Pescarolo | Derek Bell      | Derek Bell                 | Brabham-Ford Cosworth                     |
| 4    | Rouen-Les Essarts  | 0'51:24.3 0'51:24.4   | 190,9 km/h -              | Clay Regazzoni  | Tim Schenken    | Jo Siffert Clay Regazzoni  | BMW Tecno-Ford Cosworth                   |
| 5    | Pergusa-Enna       | 1'28:03.5             | 204,676 km/h              | Jacky Ickx      | Clay Regazzoni  | Clay Regazzoni             | Tecno-Ford Cosworth                       |
| 6    | Tulln-Langenlebarn | 1'13:45.82 1'14:17.33 | 153,734 km/h 152.647 km/h | Clay Regazzoni  | François Cevert | Jacky Ickx François Cevert | BMW Tecno-Ford Cosworth                   |
| 7    | Imola              | 1'30:50.4             | 185,606 km/h              | Clay Regazzoni  | Jacky Ickx      | Clay Regazzoni             | Tecno-Ford Cosworth                       |
| 8    | Hockenheim         | 1'16:34.4             | 186,186 km/h              | Ronnie Peterson | Dieter Quester  | Dieter Quester             | BMW                                       |

## Classifica finale
| Punti | 9 | 6 | 4 | 3 | 2 | 1 |

Contano i 6 migliori risultati. I piloti graduati non ottengono punti validi ai fini della classifica generale.

### Piloti
| Pos. | Nome                  | Paese          | Team                       | Telaio  | Motore | Regno Unito (bandiera) | Germania (bandiera) | Spagna (bandiera) | Francia (bandiera) | [ 4 ] | Austria (bandiera) | Italia (bandiera) | Germania (bandiera) | Punti totali |
| ---- | --------------------- | -------------- | -------------------------- | ------- | ------ | ---------------------- | ------------------- | ----------------- | ------------------ | ----- | ------------------ | ----------------- | ------------------- | ------------ |
| 1    | Clay Regazzoni        | Svizzera       | Tecno Racing               | Tecno   | Ford   | 2                      | 9                   | -                 | 9                  | 9     | -                  | 9                 | 6                   | 44           |
| 2    | Derek Bell            | Regno Unito    | Wheatcroft Racing          | Brabham | Ford   | 9                      | 4                   | 9                 | (2)                | 3     | 6                  | 4                 |                     | 35           |
| 2    | Derek Bell            | Regno Unito    | BMW                        | BMW     | BMW    |                        |                     |                   |                    |       |                    |                   | (1)                 | 35           |
| 3    | Emerson Fittipaldi    | Brasile        | Team Bardahl               | Lotus   | Ford   | -                      | 2                   | 4                 | 6                  | 4     | -                  | 6                 | 3                   | 25           |
| 4    | Dieter Quester        | Austria        | BMW                        | BMW     | BMW    | 3                      | -                   | 2                 | -                  | -     | -                  | -                 | 9                   | 14           |
|      | Ronnie Peterson       | Svezia         | Guthrie Racing             | March   | Ford   | -                      | -                   | -                 | 3                  | -     | 4                  | 3                 | 4                   | 14           |
| 6    | Robin Widdows         | Regno Unito    | Walker Racing              | Brabham | Ford   | 6                      | -                   | 3                 | -                  | -     | -                  | -                 | -                   | 9            |
|      | François Cevert       | Francia        | Tecno Racing               | Tecno   | Ford   | -                      | -                   | -                 | -                  | -     | 9                  | -                 | -                   | 9            |
|      | Tetsu Ikuzawa         | Giappone       | Ikuzawa Racing             | Lotus   | Ford   | -                      | 6                   | -                 | -                  | -     | 2                  | 1                 | -                   | 9            |
| 9    | Peter Westbury        | Regno Unito    | FIRST                      | Brabham | Ford   | -                      | -                   | -                 | 1                  | 6     | -                  | -                 | -                   | 7            |
| 10   | Henri Pescarolo       | Francia        | Gerard Racing              | Brabham | Ford   | -                      | -                   | 6                 | -                  | -     | -                  | -                 | -                   | 6            |
| 11   | Alistar Walker        | Regno Unito    | Walker Racing              | Brabham | Ford   | 4                      | -                   | -                 | -                  | -     | 1                  | -                 | -                   | 5            |
| 12   | Tim Schenken          | Australia      | Sports Motor International | Brabham | Ford   | -                      | -                   | -                 | 4                  | -     | -                  | -                 | -                   | 4            |
| 13   | Hubert Hahne          | Germania Ovest | BMW                        | BMW     | BMW    | -                      | 3                   | -                 | -                  | -     | -                  | -                 | -                   | 3            |
|      | Vittorio Brambilla    | Italia         | North Italian Racing       | Brabham | Ford   | -                      | -                   | -                 | -                  | -     | 3                  | -                 | -                   | 3            |
|      | Carlos Reutemann      | Argentina      | Automovil Club Argentino   | Brabham | Ford   | -                      | -                   | 1                 | -                  | -     | -                  | -                 | 2                   | 3            |
| 16   | Jean-Pierre Jabouille | Francia        | Pygmée                     | Pygmée  | Ford   | -                      | -                   | -                 | -                  | 2     | -                  | -                 | -                   | 2            |
|      | Mike Goth             | Stati Uniti    | Pilota privato             | Brabham | Ford   | -                      | -                   | -                 | -                  | -     | -                  | 2                 | -                   | 2            |
| 18   | Tommy Reid            | Irlanda        | Irish Racing               | Brabham | Ford   | 1                      | -                   | -                 | -                  | -     | -                  | -                 | -                   | 1            |
|      | Peter Gaydon          | Regno Unito    | Gerard Racing              | Brabham | Ford   | -                      | 1                   | -                 | -                  | -     | -                  | -                 | -                   | 1            |